# Ayuntamiento de Alcobendas
El Ayuntamiento de Alcobendas es el órgano encargado del gobierno y administración del municipio de Alcobendas (Comunidad de Madrid, España). Está presidido por el alcalde de Alcobendas. Actualmente ocupa dicho cargo Rocío García Alcántara, del Partido Popular (PP). Esta administración está emplazada en la plaza Mayor de la ciudad.

## Sede
Aunque las primeras referencias a un gobierno municipal en Alcobendas se remontan al año 1557, el primer ayuntamiento del que se tiene constancia fue construido en 1876. Este edificio, cuya entrada se encontraba en la actual calle Libertad, constaba de una construcción de dos plantas, cubierta con teja árabe y rematada desde 1899 con una torre del reloj. Disponía de un patio de luces y de un segundo patio usado como cobertizo. El salón de plenos y demás estaciones principales se encontraban en la planta baja.
Albergó escuelas para niños y, desde 1932, también para niñas, cuyas clases se impartían en el salón de plenos. En 1954 se instalaron la escuela de párvulos y la biblioteca municipal. También fue sede del juzgado, contando con un calabozo.
A finales de los años 50, se acometen algunas obras de carácter urgente debido al mal estado del edificio. Finalmente, en 1969, el consistorio encarga un proyecto para renovar el edificio. Al año siguiente, las obras son adjudicadas por la suma de 5 789 000 de pesetas. El proyecto implicó la demolición parcial del edificio mientras prestaba un servicio hasta que finalmente fue derribado del todo en 1971.
Las funciones municipales se trasladaron al edificio de la próxima Plaza del Pueblo hasta que se construyó la actual Casa consistorial inaugurada en diciembre de 1993, más grande y moderna, en la plaza Mayor.

## Alcaldes
| Periodo   | Nombre                                                              | Partido                                                  |
| --------- | ------------------------------------------------------------------- | -------------------------------------------------------- |
| 1979-1983 | Carlos Muñoz Ruiz                                                   | Partido Socialista Obrero Español (PSOE)                 |
| 1983-1987 | José Caballero Domínguez                                            | Partido Socialista Obrero Español (PSOE)                 |
| 1987-1991 | José Caballero Domínguez                                            | Partido Socialista Obrero Español (PSOE)                 |
| 1991-1995 | José Caballero Domínguez                                            | Partido Socialista Obrero Español (PSOE)                 |
| 1995-1999 | José Caballero Domínguez                                            | Partido Socialista Obrero Español (PSOE)                 |
| 1999-2003 | José Caballero Domínguez                                            | Partido Socialista Obrero Español (PSOE)                 |
| 2003-2007 | José Caballero Domínguez                                            | Partido Socialista Obrero Español (PSOE)                 |
| 2007-2011 | Ignacio García de Vinuesa                                           | Partido Popular (PP)                                     |
| 2011-2015 | Ignacio García de Vinuesa                                           | Partido Popular (PP)                                     |
| 2015-2019 | Ignacio García de Vinuesa                                           | Partido Popular (PP)                                     |
| 2019-2023 | Rafael Sánchez Acera (2019-2021) Aitor Retolaza Izpizua (2021-2023) | Partido Socialista Obrero Español (PSOE) Ciudadanos (CS) |
| 2023-act. | Rocío García Alcántara                                              | Partido Popular (PP)                                     |

## Resultados electorales
| Partido político                         | 2023   | 2023  | 2023       | 2019   | 2019  | 2019       | 2015   | 2015  | 2015       | 2011   | 2011  | 2011       | 2007   | 2007  | 2007       |
| Partido político                         | Votos  | %     | Concejales | Votos  | %     | Concejales | Votos  | %     | Concejales | Votos  | %     | Concejales | Votos  | %     | Concejales |
| Partido Popular (PP)                     | 24 271 | 42,56 | 13         | 18 782 | 34,33 | 10         | 20 318 | 38,47 | 12         | 25 239 | 49,69 | 15         | 24 892 | 49,89 | 14         |
| Partido Socialista Obrero Español (PSOE) | 16 713 | 29,31 | 9          | 16 662 | 30,45 | 9          | 11 572 | 21,91 | 7          | 9694   | 19,08 | 5          | 18 337 | 36,75 | 11         |
| Vox                                      | 6354   | 11,14 | 3          | 3743   | 6,84  | 2          | 631    | 1,19  | 0          | —      | —     | —          | —      | —     | —          |
| Más Madrid                               | 3280   | 5,75  | 1          | —      | —     | —          | —      | —     | —          | —      | —     | —          | —      | —     | —          |
| Ciudadanos (CS)                          | 2889   | 5,07  | 1          | 8615   | 15,75 | 5          | 6194   | 11,73 | 3          | —      | —     | —          | —      | —     | —          |
| Podemos                                  | —      | —     | —          | 3126   | 5,71  | 1          | —      | —     | —          | —      | —     | —          | —      | —     | —          |
| Sí Se Puede!                             | —      | —     | —          | —      | —     | —          | 5497   | 10,41 | 3          | —      | —     | —          | —      | —     | —          |
| Unión Progreso y Democracia (UPyD)       | —      | —     | —          | —      | —     | —          | 3082   | 5,83  | 1          | 9732   | 19,16 | 5          | —      | —     | —          |
| Izquierda Unida-Los Verdes (IU-LV)       | —      | —     | —          | —      | —     | —          | 2665   | 5,05  | 1          | 3438   | 6,77  | 2          | 4013   | 8,04  | 2          |

## Evolución de la deuda viva municipal
El concepto de deuda viva contempla sólo las deudas con cajas y bancos relativas a créditos financieros, valores de renta fija y préstamos o créditos transferidos a terceros, excluyéndose, por tanto, la deuda comercial.
| Gráfica de evolución de la deuda viva del Ayuntamiento entre 2008 y 2023                             |
| |
| Deuda viva del Ayuntamiento de Alcobendas, en miles de euros, según datos del Ministerio de Hacienda |